# Spes aedificandi
Spes aedificandi (pol. Nadzieja zbudowania) – list apostolski w formie motu proprio papieża Jana Pawła II z 1 października 1999, proklamujący święte: Brygidę Szwedzką, Katarzynę ze Sieny oraz Teresę Benedyktę od Krzyża (Edytę Stein), patronkami Europy.
Po wcześniejszym ogłoszeniu patronami Starego Kontynentu św. Benedykta z Nursji przez Pawła VI w 1964, podczas obrad soboru watykańskiego II oraz świętych Cyryla i Metodego przez Jana Pawła II w 1980, papież postanowił dodać żeńskie patronki. W liście została podkreślona rola kobiet w historii Kościoła i Europy. Jan Paweł II przypomniał biografie trzech nowych patronek. Autor wyraził życzenie budowy Europy zjednoczonej i opartej na wielowiekowej tradycji i uznanej moralności.